# Comté de Cherokee (Géorgie)
Pour les articles homonymes, voir Comté de Cherokee.
Le comté de Cherokee est l'un des comtés de l'État de Géorgie. Le chef-lieu du comté se situe à Canton.

## Démographie
| 1840  | 1850   | 1860   | 1870   | 1880   | 1890   |
| ----- | ------ | ------ | ------ | ------ | ------ |
| 5 895 | 12 800 | 11 291 | 10 399 | 14 325 | 15 412 |

| 1900   | 1910   | 1920   | 1930   | 1940   | 1950   |
| ------ | ------ | ------ | ------ | ------ | ------ |
| 15 243 | 16 661 | 18 569 | 20 003 | 20 126 | 20 750 |

| 1960   | 1970   | 1980   | 1990   | 2000    | 2010    |
| ------ | ------ | ------ | ------ | ------- | ------- |
| 23 001 | 31 059 | 51 699 | 90 204 | 141 903 | 214 346 |

| 2020    | - | - | - | - | - |
| ------- | - | - | - | - | - |
| 266 620 | - | - | - | - | - |